# Београдски сајам еротике
Београдски сајам еротике је годишња манифестација међународног карактера у којој се представљају домаће и свјетске тежње индустрије еротике и секса. Основан 2005. године, сајам је под покровитељством јавног предузећа „Београдски сајам“.
Организован по узору на друге европске и свјетске манифестације ове врсте, на сајму се представљају познати домаћи и свјетски произвођачи и дистрибутери помагала, продуценти еротских филмова, издавачи часописа и еротски извођачи. Излагачки простор предвиђен за одвијање сајма 2005. године се састојао од 3000 m². На првом сајму је учествовало 25 излагача из Србије и Црне Горе, Мађарске, Бугарске, Њемачке, САД, Холандије, Кине и Шпаније. Према статистикама организатора, први сајам ове врсте на бившем југословенском простору посјетило је 15.000 посјетилаца (статистика из 2005. године).